# Baryogenese
Die Baryogenese ist die Theorie zur dynamischen Entstehung (griech. Genese) der Baryonenasymmetrie, d. h. des Ungleichgewichts von Materie (Baryonen) und Antimaterie (Antibaryonen) im Universum. Auf die Baryogenese folgte die weitaus besser verstandene primordiale Nukleosynthese.

## Fragestellung
Unser sichtbares Universum besteht überwiegend aus Materie und nur zu einem geringen Bruchteil aus Antimaterie. Beide Materiearten zerstrahlen beim Zusammentreffen unter Energiefreisetzung in einer Annihilations-Reaktion.
- Einerseits gibt es die Möglichkeit anzunehmen, dass diese Asymmetrie eine (zufällige) Anfangsbedingung des Universums darstellt.
- Andererseits wäre es aber naheliegender davon auszugehen, dass Materie und Antimaterie zu Beginn des Universums in gleichen Mengen vorlagen und die Asymmetrie erst dynamisch während der Entwicklung des Universums bis zum heutigen Zeitpunkt entstand. Theoretische Modelle, die dies bewerkstelligen, werden unter dem Begriff Baryogenese zusammengefasst.

## Sacharows Bedingungen für die Baryonenasymmetrie
Andrei Sacharow erkannte 1967 als erster die Bedingungen, die für das Auftreten der Asymmetrie notwendig sind. Unabhängig von ihm fand auch der russische Forscher Wadim Alexejewitsch Kusmin 1970 diese Bedingungen.
Sacharows Arbeiten waren lange Zeit im Westen nicht bekannt. Noch vor ihrem Bekanntwerden veröffentlichte Leonard Susskind mit Savas Dimopoulos unabhängig eine Theorie der Baryogenese, die zu ähnlichen Schlussfolgerungen kam.
Die verschiedenen Theorien unterscheiden sich hinsichtlich der Art und Weise, wie diese Bedingungen im Einzelnen theoretisch erfüllt werden.

### Nichterhaltung der Baryonenzahl
Die Baryonenzahl {\displaystyle B\!\,} darf nicht konstant sein, sondern muss sich im Laufe der Entwicklung des Universums nach dem Urknalls ändern, das heißt sie wird dynamisch erzeugt. Die Bedingung ist in vielen GUTs (Große vereinheitlichte Theorie) erfüllt, in denen die Baryonenzahl zum Beispiel beim (bisher nicht beobachteten) Protonzerfall verletzt wird.
Als Beispiel kann man den hypothetischen Fall des Zerfalls eines schweren Teilchens wie einem X-Boson in einer GUT betrachten, dessen baryonenverletzende Zerfallsreihen (einmal in zwei Quarks jeweils mit Baryonenzahl 1/3), einmal in ein Antiquark (Baryonenzahl -1/3) und ein Lepton (Baryonenzahl 0) zerfällt:
51 %: X-Boson → up-Quark + up-Quark
49 %: X-Boson → Anti down-Quark + Positron
{\displaystyle \Rightarrow B\!\,} = 0,51 × (+2/3) + 0,49 × (−1/3) = +0,177
Das Antiteilchen des X-Bosons zerfällt dagegen mit leicht unterschiedlichen Wahrscheinlichkeiten:
49 %: Anti X-Boson → Anti up-Quark + Anti up-Quark
51 %: Anti X-Boson → down-Quark + Elektron
{\displaystyle \Rightarrow B\!\,} = 0,49 × (-2/3) + 0,51 × (+1/3) = −0,157
Auch schon innerhalb des Standardmodells gibt es einen möglichen Mechanismus der Verletzung der Baryonenzahl durch die hypothetische Sphaleron-Wechselwirkung zwischen Quarks und Leptonen.

### Brechung von C- und CP-Symmetrie
Die C- und CP-Symmetrien zwischen Teilchen und Antiteilchen müssen gebrochen werden (Symmetriebrechung). Der Grund liegt darin, dass der Baryonenzahloperator sich ungerade unter C und CP verhält (er wechselt das Vorzeichen).
Zurzeit sind nur sehr schwache CP-Verletzungen bekannt (in der Theorie als komplexe Phase in der CKM-Matrix), die das Vorhandensein der Baryonenasymmetrie noch nicht erklären können. Die CP-Symmetrie (C für engl. charge Ladung; P für parity Parität, wobei links- und rechtshändige Chiralität unterschieden wird) beschreibt einen Verlauf, bei dem ein Teilchen in ein Antiteilchen (oder umgekehrt) verwandelt wird und die Parität (die Raumorientierung) sich ändert. Auch C- und P-Symmetrie und – da insgesamt CPT-Symmetrie herrscht – mit der CP auch die T-Symmetrie sind im schwachen Sektor des Standardmodells verletzt. Die C-Symmetrie beschreibt den Übergang von Teilchen zu Antiteilchen. Im geladenen Sektor der schwachen Wechselwirkung (über geladene W-Bosonen vermittelt) wechselwirken aber nur linkshändige Fermionen und ihre rechtshändigen Antiteilchen miteinander, die C- und die P-Symmetrie sind einzeln gebrochen (nur die kombinierte CP-Symmetrie ist bis auf die erwähnten im Kaonsystem entdeckten Ausnahmen erhalten).
Eine weitere Möglichkeit zur Baryogenese wäre eine direkte Teilchen-Antiteilchen-Asymmetrie (gebrochene C-Symmetrie) etwa wenn sich die Massen oder andere Eigenschaften von Proton und Antiproton auch nur um einen geringen Wert unterscheiden würden (sie annihilieren sich dann nicht vollständig), was aber bisher nicht gefunden wurde.

### Thermisches Ungleichgewicht
Es muss zu einer Abweichung vom thermischen Gleichgewicht kommen, denn sonst würde durch die bei den hohen Dichten und Energien des frühen Universums mit gleicher Rate ablaufende umgekehrte Reaktion keine Baryonenzahl ungleich Null erzeugt. Nur wenn die Expansion des Universums mit vergleichbarer Rate erfolgt – beschrieben durch die zeitlich veränderliche Hubble-Konstante {\displaystyle H} – wie die Reaktionsraten {\displaystyle \Gamma _{A,i}} der baryonenzahlverletzenden Reaktionen eines Teilchens A (etwa dem Zerfall eines schweren X-Bosons in einer der GUTs) kommt es zur Bildung von Baryonen. Solange
{\displaystyle \Gamma _{A,i}\geq H}
sind die Reaktionen noch im thermischen Gleichgewicht und es gibt keine Baryogenese. Sie findet erst statt, falls die durch H beschriebene Ausdehnung des Universums so schnell ist, dass die umgekehrte Reaktion mit sehr viel geringerer Wahrscheinlichkeit stattfindet, zum Beispiel weil die Dichte der beteiligten Ausgangsteilchen zu gering ist oder ihre Energie zu niedrig (die Reaktionsrate {\displaystyle \Gamma =\sigma \,v\,\rho } hängt von Wirkungsquerschnitt {\displaystyle \sigma }, Relativgeschwindigkeit der Teilchen {\displaystyle v} (also der Energie) und Dichte {\displaystyle \rho } ab). Das gilt für:
{\displaystyle \Gamma _{A,i}<H}
Ein weiterer Punkt ist die Art des Phasenübergangs bei der Baryogenese. Er sollte erster Art sein, damit sich die Bubble mit den schon gebildeten Baryonen vereinigen ähnlich dem Übergang Gas-Flüssigkeit, wo der kühleren flüssigen Phase die Baryonen-Phase entspricht. Bei einem Phasenübergang zweiter Art findet dagegen ein kontinuierlicher Übergang statt. Aus diesem Grund wird ein Sphaleron-Übergang nach dem üblichen kosmologischen Szenario mit Kopplung an einen elektroschwachen Symmetriebruch ausgeschlossen, da dieser nur bis 73 GeV Masse des Higgsteilchens 1. Art ist, das Higgsteilchen aber 123 GeV Masse besitzt. Sphaleronen werden aber weiterhin in Szenarien jenseits des Standardmodells für die Baryogenese diskutiert.

## Leptogenese
Einige neuere Theorien zur Entstehung der Baryonenasymmetrie favorisieren statt einer direkten Verletzung der Baryonensymmetrie die Leptogenese (Masataka Fukugita, Tsutomu Yanagida 1986). Hier wird die Asymmetrie zunächst zwischen Leptonen und Antileptonen erzeugt und dann durch Sphaleron-Prozesse in die Baryonenasymmetrie konvertiert. Eine weitere Theorie der Leptogenese über den Zerfall von sterilen Majorana-Neutrinos (und anschließender Baryogenese über Sphaleronen) entwickelte Wilfried Buchmüller mit Kollegen in den 1990er Jahren.